# Josip Mihalović
Jožef Mihalovič, József Mihalovics (tudi Mihalovits ali Mihalovich), Josip Mihalović, madžarski rimskokatoliški duhovnik, škof in kardinal, * 16. januar 1814, Torda, Avstrijsko cesarstvo;  † 19. februar 1891, Zagreb (Avstro-Ogrska, danes Hrvaška).

## Življenjepis
Mihalovič (tudi Mihalovich, Mihalovics, Mihalovits, Mihalović, Mihajlović) je bila srbsko- hrvaško- ogrska plemiška rodovina v Slavoniji. Svetorimski cesar Karel VI. jim je podelil 1716 plemstvo, ker so se kot habsburški častniki pogumno bojevali s Turki. Do 1763 so bili pravoslavne vere in so se pisali Mihajlović; ko so pristopili k uniji, se je začel njihov družabni in gospodarski vzpon. Družina je dala več znamenitih osebnosti, med katerimi so znani Karel (Károly, Dragutin 1830-1918), Hugo (1874-1956), zlasti pa Jožef (József, Josip 1814-1891).

### Šolanje
Osnovno šolo (gramatiko) je obiskoval v Tordi in Velikem Bečkereku , srednjo šolo (gimnazijo, humanistiko) v Segedinu, višje šole pa v Temišvaru, kjer je končal bogoslovje z doktoratom iz teologije. Od 1834 je delal v škofijski pisarni; za duhovnika ga je posvetil 12. avgusta 1836 čanadski škof Jožef Lonovics. Postal je 1837 kaplan mestne župnije v Temišvaru (Temesvár-Belváros) in obredar (ceremoniarius). 1841 je postal škofov tajnik, njegov spremljevalec na birmovanju in predstojnik pisarne. Februarja 1848 je postal kanonik, 1849 pa drugi namestnik. 

### Pomlad narodov
Pomlad narodov je tudi njega zajela v svoje viharno dogajanje. Kot madžarskega uporniškega narodnjaka so ga v Temišvaru postavili pred vojaško sodišče; 17. novembra so mu odvzeli vse službe, častne naslove in premoženje ter obsodili na štiri leta zapora, od česar je okrog dve leti tudi odslužil v Leopoldovem gradu   blizu Nitre na današnjem Slovaškem. 1852 so ga pomilostili, vendar je moral biti še štiri leta le duhovni pomočnik v rojstnem kraju pod policijskim nadzorstvom. Oktobra 1855 je postal župnik v Nemški Bešenovi , 1959 dekan in šolski nadzornik. Maja 1861 je ponovno pridobil kanonikat, junija pa postal temišvarski tovarniški dušobrižnik (temesvár-gyárvárosi lelkész), kakor tudi opat pri Svetem Martinu od Vaške. 

## Škof in kardinal
1868 je prejel imenovanje za duvanjskega naslovnega škofa, a 4. maja 1870 je bil imenovan za zagrebškega nadškofa , 17. julija pa je prejel škofovsko posvečenje na Dunaju in bil v Zagrebu 6. avgusta 1870 umeščen. 

22. junija 1877 ga je blaženi Pij IX.  imenoval za kardinala-duhovnika pri San Pancrazio fuori le mura.. Kardinalski klobuk je prejel v Rimu v cerkvi sv. Petra 25. junija. Mihalovič se ni lahkega srca uklonil cesarjevi želji, da bi postal nadškof. Kmalu po prihodu v Zagreb – že 1881 – se je malodušno odločil dati odpoved in zahtevati prestavitev v kako madžarsko škofijo z utemeljitvijo, da ne more živeti v »sovražnem zagrebškem okolju«, vendar je na željo cesarja in cerkvenih predstojnikov vztrajal. 

### Delovanje
V verskem, kulturnem in političnem življenju sta pustila globoke sledi njegov sodobnik Strosssmayer, kakor tudi njegov prednik in zagrebški nadškof Haulik. V svojem delovanju je posebno skrbel za šolanje duhovniškega podmladka, pa je 1878 od njega potekla zamisel o ustanovitvi deškega semenišča in gimnazije. Za vzdrževanje semeniščnikov je namenil dohodke štirih kanonikov. 
Utemeljil je in podpiral razna društva za pomoč revnim dijakom. Bil je pokrovitelj »Hrvaške književne družbe sv. Hieronima« (»Hrvatsko književno društvo Sv. Jeronima«), pa ustanovitelj in podpornik »Družbe sv. Cirila in Metoda« za zedinjenje kristjanov; bil je tudi član Ogrskega zgodovinskega društva. Za življenjsko delo je prejel več odlikovanj in priznanj. 
Kmalu po nastopu je postavil za urednika »Zagrebškega katoliškega lista« (Zagrebački katolički list) Juraja Posilovića (1872-1875). V tem časopisu je bilo objavljenih več razprav tudi o sklepih Prvega vatikanskega koncila, ki je slovesno sprejel konstitucijo »Večni Pastir« (Pastor Aeternus). Ona vsebuje določbo papeške nezmotljivosti. Liberalci so hoteli vnesti razdor med katoličane v zvezi s Strossmayerjevim zastopanjem malo drugačnega stališča in so za sprejem le-te dolžili jezuite, ki jih je katoliški list vzel v bran – kakor tudi druge napadane duhovnike ali škofe. Časopis je pisal tudi o koncilu in njegovih odlokih, ki jih je posredno sprejel tudi Strossmayer s tem, da jih je objavil v škofijskem listu.

### Potres in obnova stolnice
Mihaličevo veliko delo je obnova zagrebške stolnice. Že 1874 je začel Strossmayer zbirati sredstva za obnovo; komaj začeto delo pa je pretrgal hud potres 9. novembra 1880, ki je hudo poškodoval katedralo; tako so se morali zopet od začetka lotiti temeljite preureditve in popravila velikanske škode. 
Ob 7h, 33 minut in 53 sekund, je torej Zagreb prizadel rušilen potres 6,3 stopinj po Richterjevi lestvici, z epicentrom na področju Medvednice (Zagrebška gora, Sleme). Materialna škoda je znašala tedanjo polovico državnega proračuna. V potresu je bila hudo poškodovana tudi stolnica, v kateri je ta čas kanonik Franjo Rački na stranskem oltarju maševal, a je hudino preživel. Svoje vtise o potresu je opisal v »Obzoru«: »…ko se je začelo strahovito žvižganje, pa lomljenje obokov in mrak, povečan s prahom, tako da se je videlo povsem pošastno gibanje cerkvenih zidov in stebrov.« 
Po potresu je začel Mihalovič obnovo stolnice (1880-1902) v novogotskem slogu pod vodstvom arhitekta Hermana Bolléja (1845-1926). Cena obnove je znašala 2.494.430 kron. Pri obnovi so prekrili cerkev tudi z glazirano opeko, kot jo vidimo na cerkvi Sv. Marka, ki pa so jo zaradi dotrajanosti 1961 zamenjali z bakreno pločevino. Od 32 baročnih oltarjev so v »Bolléjevi katedrali« našli prostor le trije. Dokončanja del pa Mihalovič ni dočakal. 

## Smrt in spomin
Mihalovič je umrl 19. februarja 1891 v Zagrebu. Pokopan je v zagrebški stolnici, katere obnove ni dočakal. Liberalni časopis »Obzor«, ki mu je v življenju hudo nagajal, je v osmrtnici zapisal, kako kardinal »ni opravičil niti bojazni ljudstva niti upanja tistih, ki naj bi jim služil. Zanj kraljestvo blagosti in pravice niso bile prazne besede«. Omenil je tudi, kako ga je oviral pri njegovem delovanju moreč vtis, ki ga je nanj napravil sovražen sprejem na Hrvaškem ob začetku njegove službe. 

### Po narodnostiMadžar- vendar naklonjenSlovanom
Verjetno je na ta odnos vplivalo dejstvo, da se je do konca življenja tudi med Hrvati imel za Madžara in si je tudi osebje izbiral med sonarodnjaki:
| Madžarski izvirnik | Slovenski prevod |
| --- | --- |
| Mihalovics József Zágrábban való hosszas tartózkodása alatt sem vesztett semmit magyarságából; magyar volt környezete, még cselédsége is. | Med svojim dolgotrajnim bivanjem v Zagrebu Jožef Mihalovič ni izgubil ničesar od svoje madžarščine; imel je madžarsko okolje, celo služinčad. |

Resnici na ljubo je treba pripomniti, da so mu nagajali zaradi njegove narodnosti zlasti liberalni krogi, ki so hoteli zabiti klin nasprotja med (preveč) "slovansko" usmerjenim Strossmayerjem in "ogrsko" usmerjenim Mihalovičem; to pa jim je spodletelo zaradi njegove očitno nadstrankarske usmerjenosti, ki jo je zahteval tudi od svojih duhovnikov. Da to niso bile le besede, je kljub mladostnemu zajadranju v Pomlad narodov že v Temišvaru posvetil posebno skrb zlasti hrvaškim dijakom, ki je zanje našel med mnogimi drugimi obveznostmi toliko časa, da jih je posebej poučeval - čeprav sam ponosen Madžar - tudi v "slovanskem" jeziku.
Tak je bil - dosleden, prijazen in pravičen do vsakogar. Zato nič nenavadnega, da je duhovščina in katoliško ljudstvo 1886 z vso mogočo slovesnostjo proslavljalo 50-letnico njegovega mašništva. Zato je treba priznati, da si je končno ravno s "krotkim in modrim ravnanjem uspel pridobitil popolno naklonjenost prej tako nezaupljivega hrvaškega ljudstva."